# Daniel Boone (1956)
Daniel Boone (Originaltitel: Daniel Boone, Trail Blazer) ist ein US-amerikanischer Western aus dem Jahre 1956, der lose auf der historischen Figur des Daniel Boone basiert. Der Film kam am 5. Oktober 1956 in die amerikanischen Kinos.

## Inhalt
1775 lebt Daniel Boone im Fort Boonesborough in Kentucky, welches als Handelsposten für die durchreisenden Siedler dient. Die französischen Truppen unter der Beratung des umtriebigen, bei den Indianern lebenden Simon Girty betreiben eifrig Waffenhandel mit den in Kentucky lebenden Shawnees. Sie wiegeln die Indianer gegen die ständig wachsende Zahl von Siedlern auf. Selbst nachdem sein Sohn von den Indianern getötet wurde, wünscht sich Boone Frieden mit den Indianern.
Als ein zum Fort reisender Siedlertreck von den Indianern überfallen wird, befreit Boone die Gefangenen in der Nacht, darunter seine eigenen Kinder. Anschließend sucht er Häuptling Black Fish auf, um über Frieden zu verhandeln. Der ebenfalls anwesende Girty hetzt Black Fish erneut gegen die Siedler auf, so muss sich Boone einer Prüfung unterzieht, um sein Anliegen beim Häuptling vorzutragen. Als Boone die Prüfung besteht, sendet Black Fish seine Söhne mit einigen Kriegern ins Fort, um Verhandlungen vorzubereiten. Girty lässt den Trupp überfallen und die Indianer töten. Nur einer der Söhne des Häuptlings kann schwer verletzt entkommen. Als Black Fish das Gemetzel bemerkt und Girty die Schuld den Siedlern zuweist, erklärt Black Fish den weißen Männern den Krieg. Boone flieht, um seine Freunde und Familie zu warnen, auf der Flucht entdeckt er den schwer verletzen Häuptlingssohn White Fox und nimmt ihn zur Rettung mit ins Fort. Um seine letzten Zweifel auszuräumen, lässt Blackfish in der Nacht das Fort bespitzeln, dort entdecken zwei Indianer seinen kranken Sohn. Als einer der Späher bei dem Versuch, das Fort zu verlassen, von den ängstlichen Siedlern erschossen wird, lässt der Häuptling das Fort angreifen. Die deutliche Übermacht der Indianer sorgt für starke Verluste unter den Siedlern. Als White Fox stirbt, ergreift Boone eine letzte List. Er stellt das Gefecht ein, öffnet die Tore und lässt somit die Indianer in das Fort einziehen. Im Fort erwartet Boone die Indianer, auf seiner Schulter gestützt der tote Häuptlingssohn, platziert, als sei dieser zwar verletzt, aber am Leben. Boone bittet Black Fish zu sich und verkündet, dass sein Sohn ihm den Namen des Mannes nennen will, der ihn überfallen hat. Black Fish geht auf die List ein, als er sich wieder umdreht, sieht er den nervösen Girty. Dieser flieht schließlich, als Boone den Arm von White Fox auf ihn zeigen lässt. Somit wird Black Fish der Verrat des Franzosen klar, er lässt ihn umbringen und die Siedler in Frieden leben.

## Kritik
Die Film-Website Rotten Tomatoes weist eine Durchschnittswertung von 33 % bei den Publikumsbewertungen aus. Die Seite gibt keine einzige Bewertung eines professionellen Kritikers an.

## Hintergrund
Faron Young singt: Long Green Valley.

## Veröffentlichung
Seit 2011 ist eine deutsche Veröffentlichung auf DVD erhältlich.